# Кузнецов, Иван Петрович (Герой Советского Союза)
Иван Петрович Кузнецов (1922—1990) — капитан Рабоче-крестьянской Красной Армии, участник Великой Отечественной войны, Герой Советского Союза (1944).

## Биография
Родился 15 января 1922 года в селе Поповка (ныне — Кесовогорский район Тверской области). После окончания четырёх классов школы работал сначала в колхозе, затем в управлении военно-строительных работ в Твери. В 1941 году был призван на службу в Рабоче-крестьянскую Красную Армию. С того же года — на фронтах Великой Отечественной войны. В боях три раза был ранен.
К осени 1943 года младший лейтенант Иван Кузнецов командовал взводом разведки 520-го стрелкового полка 167-й стрелковой дивизии 38-й армии 1-го Украинского фронта. Отличился во время битвы за Днепр. Перед переправой основных сил полка вместе с товарищами переправился через Днепр и провёл разведку немецкой обороны и наметили место переправы, после чего успешно захватили «языка» и доставили его к командованию. 4-5 ноября 1943 года, участвуя в боях за Киев, взвод под командованием Ивана Кузнецова нанёс противнику большие потери и одним из первых вошёл непосредственно в сам город.
Указом Президиума Верховного Совета СССР «О присвоении звания Героя Советского Союза генералам, офицерскому, сержантскому и рядовому составу Красной Армии» от 10 января 1944 года за «образцовое выполнение боевых заданий командования на фронте борьбы с немецко-фашистскими захватчиками и проявленные при этом отвагу и геройство» был удостоен высокого звания Героя Советского Союза с вручением ордена Ленина и медали «Золотая Звезда» за номером 2449.
В марте 1945 года  был уволен из рядов Красной Армии по инвалидности в звании капитана. Проживал и работал в Калинине, на Дальнем Востоке, а затем в Киеве. Умер 8 мая 1990 года, похоронен на Лесном кладбище Киева.
Был также награждён орденом Александра Невского, двумя орденами Отечественной войны 1-й степени, орденами Отечественной войны 2-й степени, Трудового Красного Знамени, Красной Звезды, рядом медалей.